# Tango All Night
Tango All Night è un brano musicale scritto da Steve Hague e Tom Seufert ed interpretato dal gruppo La Seine nel 1976. Ringo Starr ha incluso una cover nel suo album Ringo the 4th del 1977.

## Pubblicazione
Il singolo di Tango All Night  del gruppo La Seine è stato pubblicato in Francia, Paesi Bassi, Stati Uniti e Germania

### Tracce singolo

#### Francia
Pubblicato dall'Eurodisc con il numero di catalogo 911 078.
1. Tango All Night – 3:00 (Steve Hague, Tom Seufert)
2. Union Strong Man – 3:04 (Steve Hague, Tom Seufert)

#### Germania e Paesi Bassi
Pubblicato dall'Ariola Records America con il numero di serie AT 17 221.
1. Tango All Night – 3:00 (Steve Hague, Tom Seufert)
2. I'm Down – 2:56 (John Lennon, Paul McCartney)

#### Stati Uniti
Pubblicato dall'Ariola Records America come disco promozionale con il numero di catalogo P-7643.
1. Tango All Night – 3:00 (Steve Hague, Tom Seufert)

## La versione di Ringo Starr
Tango All Night è la seconda canzone di Ringo the 4th del 1977. Alcune volte è stato erroneamente accreditato a Ringo Starr e Vini Poncia, suo frequente partner nella composizione dei brani. In Spagna la canzone è stata pubblicata come singolo promozionale dalla Polydor Records con il numero di serie 2001 768; il lato B conteneva il brano It's No Secret, scritto da Starr e Poncia. In Australia è stato pubblicato come lato B di Sneaking Sally Through the Alley.

### Formazione
- Ringo Starr: voce, batteria
- Dave Spinozza: chitarra solista
- Jeff Mironov e/o John Tropea: chitarre
- Don Gronlick: tastiere
- Ken Bischel: sintetizzatori
- Tony Levin: basso elettrico
- Steve Gadd: batteria
- Bette Middler ed altri[senza fonte]: cori[3][9]

### Tracce singolo
1. Tango All Night – 2:59 (Tom Seufert, Steve Hague)
2. It's No Secret – 3:41 (Richard Starkey, Vini Poncia)